# Crouy-Saint-Pierre
Crouy-Saint-Pierre (anticamente Croÿ) è un comune francese di 328 abitanti situato nel dipartimento della Somme nella regione dell'Alta Francia. Luogo d'origine del Casato di Croÿ.

## Società

### Evoluzione demografica
Abitanti censiti